# Gnamptogenys epinotalis
Gnamptogenys epinotalis é uma espécie de formiga do gênero Gnamptogenys.